# David Zurutuza
David Zurutuza Veillet (Ròchafòrt, 19 de juliol de 1986) és un exfutbolista professional basc que va desenvolupar la major part de la seva carrera a la Reial Societat.

## Trajectòria
David Zurutuza va néixer el 1986 a la localitat francesa de Ròchafòrt, d'on és originària la seva família materna i on la seva mare hi va passar els últims mesos de l'embaràs. El seu pare és guipuscoà, d'Azpeitia, motiu pel qual el jugador posseeix la doble nacionalitat, francesa i espanyola. Tot i néixer a Ròchafòrt, va passar la infància a la localitat guipuscoana de Deba, on va començar a jugar a futbol als sis anys. És en aquest moment quan la família va marxar a viure a la localitat basca d'Hendaia, en territori francès.
Va començar a jugar a la platja de Deba per passar, més endavant, a jugar al Langokoak, equip de Sant Sebastià on s'havia format el mític porter Luis Arconada. És allà on el van veure jugar els encarregats del futbol base de la Reial Societat, equip que el va fitxar per a la categoria infantil. El 27 d'agost del 2005 va debutar amb la Reial Societat B en el partit que els enfrontava amb el Reial Valladolid B (0-0).
La temporada 2007-2008 va jugar cedit a l'Eibar, on les lesions van impedir-li jugar bona part de la segona volta de la lliga. A finals de la temporada 2007-2008 va tornar a la Reial.
Va ser la temporada 2008-2009 la que va veure a Zurutuza debutar amb el primer equip. El 23 de novembre va disputar el partit que enfrontava a la Reial Societat contra la Sociedad Deportiva Huesca, que va acabar amb un resultat d'1-0 pels bascos. Tot i així, la gran quantitat de centrecampistes que tenia l'equip van decidir als tècnics a mantenir Zurutuza al filial, jaque a més a més aquest estava molt necessitat de punts.
Es tracta d'un jugador d'una gran qualitat i una magnífica tècnica amb la pilota als peus, destacant pel seu toc, els seus canvis de joc i l'enginy que demostra per connectar el centre del camp amb els davanters, a més a més de posseir una gran capacitat per arribar des de la segona línia d'atac. El problema principal de David Zurutuza són les lesions, ja que és procliu a patir-les, motiu pel qual costa molt que tingui una regularitat suficient per ser titular. Això es va fer patent al llarg de la temporada 2009-2010, en què la Reial Societat jugava a la Lliga Adelante, on Zurutuza es va perdre molts partits per culpa de les lesions. Aquests contratemps frenaven la trajectòria ascendent del jugador.
Debuta a la primera divisió espanyola en el Reial Societat 1- Vila-real CF 0, disputat a l'Estadi d'Anoeta el 30 d'agost del 2010, en la jornada inaugural. En aquesta mateixa campanya, Zurutuza marca el seu primer gol a la Lliga BBVA, durant el partit que els bascos van jugar contra el Real Sporting de Gijón i que van acabar guanyant per 1 a 3.

## Estadístiques
| Temporada             | Club                  | Categoria             | Lliga | Lliga | Copa  | Copa | Europa | Europa | Total | Total |
| Temporada             | Club                  | Categoria             | Part. | Gols  | Part. | Gols | Part.  | Gols   | Part. | Gols  |
| --------------------- | --------------------- | --------------------- | ----- | ----- | ----- | ---- | ------ | ------ | ----- | ----- |
| 2005/06               | Reial Societat B      | Segona Divisió B      | 31    | 0     | -     | -    | -      | -      | 31    | 0     |
| 2006/07               | Reial Societat B      | Segona Divisió B      | 30    | 5     | -     | -    | -      | -      | 30    | 5     |
| 2007/08               | Eibar                 | Segona Divisió        | 24    | 2     | 1     | 0    | -      | -      | 25    | 2     |
| 2008/09               | Reial Societat B      | Segona Divisió B      | 22    | 0     | -     | -    | -      | -      | 22    | 0     |
| 2008/09               | Reial Societat        | Segona Divisió        | 3     | 1     | -     | -    | -      | -      | 3     | 1     |
| 2009/10               | Reial Societat        | Segona Divisió        | 28    | 4     | -     | -    | -      | -      | 28    | 4     |
| 2010/11               | Reial Societat        | Primera Divisió       | 36    | 2     | 0     | 0    | -      | -      | 36    | 2     |
| 2011/12               | Reial Societat        | Primera Divisió       | 33    | 3     | 4     | 0    | -      | -      | 37    | 3     |
| 2012/13               | Reial Societat        | Primera Divisió       | 11    | 1     | 1     | 0    | -      | -      | 12    | 1     |
| Total Reial Societat  | Total Reial Societat  | Total Reial Societat  | 111   | 11    | 5     | 0    | -      | -      | 116   | 11    |
| Total primera divisió | Total primera divisió | Total primera divisió | 80    | 6     | 6     | 0    | -      | -      | 86    | 6     |
| Total carrera         | Total carrera         | Total carrera         | 218   | 18    | 6     | 0    | -      | -      | 224   | 18    |

- Actualitzat 6 de gener de 2012.